# Comic book

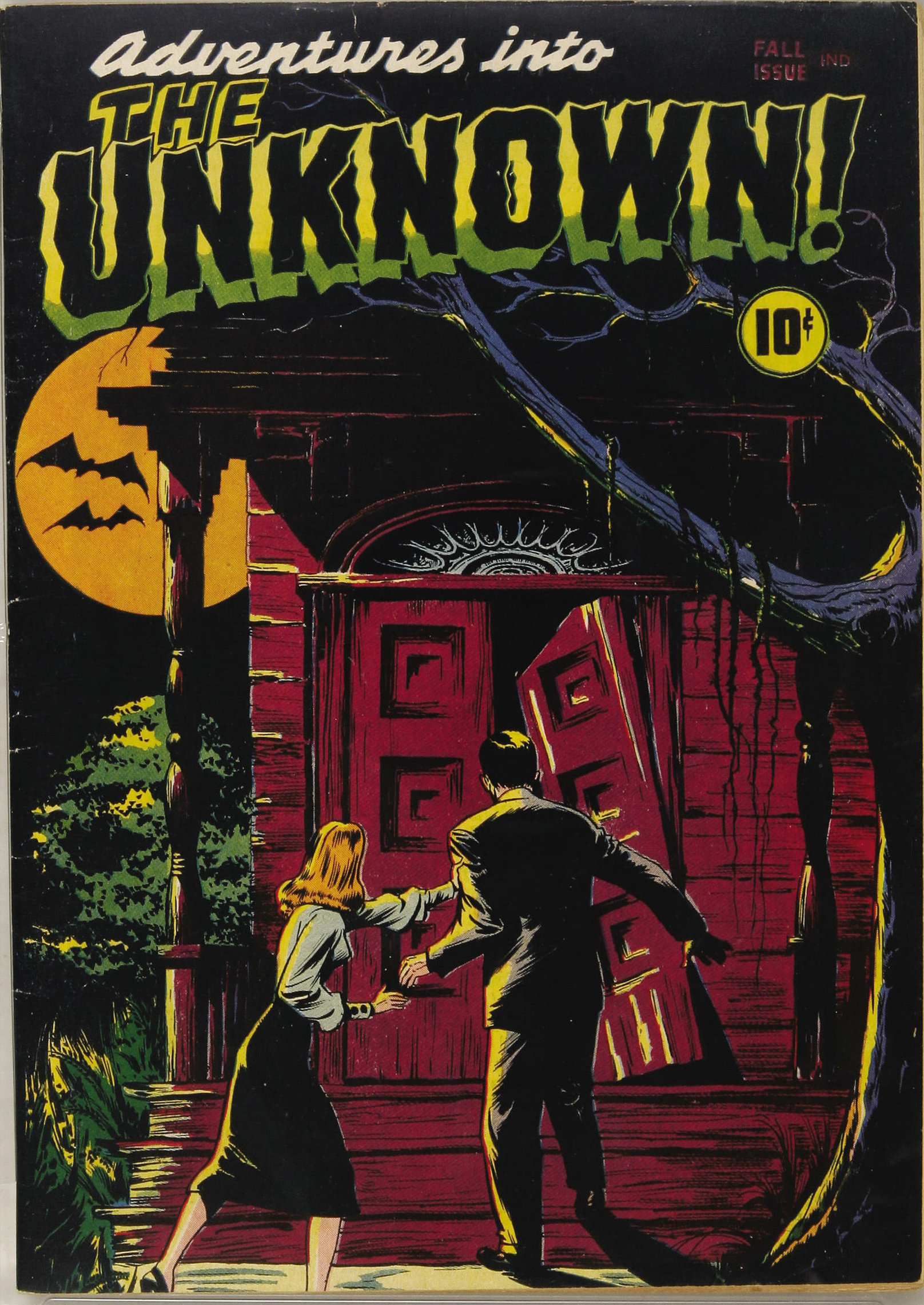
Portada de un comic book de los años 1950.

Un comic book (traducido en ocasiones al español como cuaderno) o cómic, es un formato de publicación de historietas. Es el formato más utilizado para los cómics americanos y las versiones de estos en otros países.

## Características generales

Los cómics generalmente usan paneles de ilustración para representar la historia.

En su forma más común, un comic book es una revista o cuadernillo con grapa, de periodicidad mensual, de unos 17 cm × 26 cm. El contenido de la historia publicada oscila entre 24 y 32 páginas en color o monocromo, además de cubiertas, publicidad y textos autorreferenciales intercalados. Normalmente contienen una historia que, cada vez con mayor frecuencia, está dividida en entregas.
Originalmente se utilizaba papel barato y una calidad de impresión muy baja, en la que la trama de puntos que componía los colores era claramente visible; también solían tener alrededor de 16 páginas. A partir de los años 1990 se generalizaron tipos de papel muy superiores, con lo que su calidad de impresión llegó a ser equivalente a la de cualquier revista, en especial desde la introducción del color verdadero.
Cuando la obra se reproduce en un formato digital apto para ser leído en un dispositivo como un ordenador o una tableta, se la denomina «historieta digital».

## Historia
Un comic book más antiguo que se conoce en la actualidad es "The Adventures of Obadiah Oldbuck" (Rodolphe Töpffer, Suiza). Por el momento se han descubierto 7 historietas creadas por Töpffe, pero muchos sospechan que existen más cómics de la época Victoriana por aparecer. Desde marzo de 1897, de la mano de Hearst, las tiras de prensa se recopilaron, apareciendo al menos 70 recopilaciones solo entre 1900 y 1909. Muchos de ellos se regalaban con la compra de ciertos productos. En los Estados Unidos alcanzaron una gran popularidad como lectura de los soldados durante la primera y segunda guerras mundiales.
El primer comic book con material original fue producto de la iniciativa de George T. Delacorte Jr. (1929) con sus Famous Funnies, pero no fue hasta mediados de la década de los 30 cuando surgieron pequeñas compañías como All Star Comics, Action Comics y Detective Comics (DC Comics) cuyas historias comenzaron a ganar popularidad. 
Los que "levantaron a pulso la industria del cómic" fueron, sin embargo, los superhéroes, el primero de los cuales fue Superman, creado por Joe Shuster y Jerry Siegel en 1938, y al que sigiuieron, entre otros, Batman (1939), el Capitán América y La Mujer Maravilla (1941). 
En un comienzo, cada ejemplar solía incluir cierto número de historias de diversos personajes, pero la longitud habitual de la historias fue creciendo progresivamente hasta que, en los años 1960, la mayoría de ellos incluía una única historia autoconclusiva. 
En la década de 1980 empezó a ser habitual que las historias se prolongaran a través de varios números de la misma colección. También empezaron a aparecer formatos alternativos al comic book, como el formato prestigio y la novela gráfica. De este último formato es ejemplo la obra «Contrato con Dios» (1978) de Will Eisner.
En España, su aparición fue tardía (el primero que se conoce es de 1936). Hasta los años 1970, el formato más habitual era el apaisado en blanco y negro, pero el formato vertical en color acabó imponiéndose. Actualmente, algunos de los cómics estadounidenses publicados en España utilizan este formato en su primera edición, siendo luego, con cierta frecuencia, recopilados en formato tomo, tal como se hace en Estados Unidos casi sistemáticamente con todas las colecciones de Marvel y DC Comics.

### Coleccionismo
Los comic books son objeto de un activo coleccionismo. En 2010, un ejemplar del primer número de Action Comics, de 1938, en el que aparece por primera vez el personaje de Superman fue subastado a través de Internet por un precio récord de 740.000 euros (1,5 millones de dólares), cuando su precio original fue de 10 centavos.